# بات (برند)
بات (انگلیسی: BUT) شرکت خرده‌فروشی فرانسوی است، که در سال ۱۹۷۲ تأسیس شد.